# Vegyenyejev M–14P
A Vegyenyejev M–14P a Szovjetunióban kifejlesztett és gyártott kilenchengeres, léghűtéses, mechanikus feltöltővel ellátott csillagmotor, amely az Ivcsenko AI–14RF motoron alapul. Sorozatgyártása jelenleg is folyik.
A tervezés alapjául szolgáló AI–14-t az Alekszandr Ivcsenko vezetése alatt álló zaporizzsjai OKB–478 (ma: Ivcsenko–Progresz) tervezőirodában fejlesztették ki, eredetileg az An–14 repülőgép számára, de később több más típuson is alkalmazták. A motor főkonstruktőre Ivan Vegyenyejev volt. A fejlesztéshez felhasználták az M–48 és M–49 csillagmotorokkal szerzett tapasztalatokat. A motor sorozatgyártása a Voronyezsi Gépgyárban kezdődött el. Később Vegyenyejev saját tervezőirodát hozott létre Voronyezsben, ahol hozzálátott az AI–14 továbbfejlesztéséhez és kialakították az M–14 motorcsaládot.
A keverékképzés karburátorban történik, az üzemanyagszivattyú mechanikus. A motor minden repülési helyzetben üzemképes. Indítása pneumatikus rendszerrel lehetséges. A motor alapváltozata a 224 kW (300 LE) teljesítményű M–14P. A helikopterek számára kialakított M–14V–26 változat hűtőventilátorral van ellátva. A motor alapesetben reduktoros, de létezik közvetlen kihajtású változata is.
Az M–14P-n alapul a Voronyezsi Gépgyár 320 kW-os (430 LE) M9F motorja, amelynél növelték a kompresszióviszonyt, módosítottak a feltöltőn, korszerűbb anyagokat és gyártástechnológiát alkalmaznak. Az üzemanyag-befecskendezővel ellátott növelt teljesítményű, 335 kW-os (450 LE) változatát, az M9FS-t a Szu–49-hez alakították ki.
Romániában licenc alapján a bákói Motorstar vállalat gyártja.

## Alkalmazása
Annak ellenére, hogy régi konstrukció, napjainkban is nagy mennyiségben használják. Az M–14 motor különféle változatait a Jak–18 és Jak–52 gyakorló repülőgépeken, a Ka–26 és Mi–34 helikoptereken, valamint a Jak–50, Jak–54, Szu–26, Szu–29 és Szu–31 műrepülőgépeken alkalmazzák. M–14 motorral repült a lengyel PZL–130 Orlik gyakorló repülőgép és a PZL–105 Flaming első prototípusa is.

## Típusváltozatok
- M–14P – Műrepülőgépek számára készített változat. (P – pilotazsnij, magyarul: műrepülő)
- M–14PF – 295 kW-os (395 LE) változat,
- M–14PM – 235 kW-os (315 LE) változat,
- M–14PM1 – 265 kW-os (355 LE) változat,
- M–14NTK – reduktor nélküli 316 kW-os (424 LE) változat,
- M–14R – 335 kW-os (450 LE) változat,
- M–14V–26 – a Ka–26 helikopterhez kialakított változat, amelyet a később a Mi–34-be is beépítettek.
- M–14H – A Jak–54-es repülőgépen alkalmazott változat.
- M9F – A Voronyezsi Gépgyár által kifejlesztett 430 LE-s változat.
- M9FS – Az M9F üzemanyag-befecskendezővel ellátott 450 LE teljesítményű változata.

## Műszaki adatok (M–14P)
- Hengerek száma: 9
- Átmérő: 985 mm
- Hossza: 924 mm
- Száraz tömeg: 214 kg
- Hengerűrtartalom: 10,2 l
- Furat: 130 mm
- Löket: 105 mm
- Maximális teljesítmény: 265 kW (360 LE)
- Üzemi fordulatszám: 2950 1/min.

## Külső hivatkozások
- A Magyar Repüléstörténeti Múzeumban kiállított Vegyenyejev M–14V–26 motor
- Szerkezeti ábrák a motorról
- Vedeneyev M–14PF engine (angolul)
- A gyártó Voronyezsi Gépgyár honlapja
- Az M14P motorcsalás a Motorstar gépgyár honlapján